# Wojciechowice (Basse-Silésie)
Pour les articles homonymes, voir Wojciechowice.
Wojciechowice est une localité polonaise de la gmina et du powiat de Kłodzko en voïvodie de Basse-Silésie.